# Kuklik rozesłany
Kuklik rozesłany (Geum reptans L.) – gatunek rośliny należący do rodziny różowatych. Występuje w Europie: w Karpatach i Alpach oraz w górach Półwyspu Bałkańskiego. W Polsce występuje wyłącznie w Tatrach.

## Morfologia
PokrójNiska roślina (wysokość 3-20 cm) tworząca rozesłane, niskie kępy i od tego pochodzi gatunkowa nazwa łacińska i polska tej rośliny. Posiada długi, mocny korzeń i wytwarza nadziemne rozłogi.
ŁodygaWzniesiona, ulistniona i cała gęsto owłosiona.
LiściePrzerywano-pierzaste. Szczytowy odcinek jest 3-5-dzielny lub klapowany i rzadko tylko większy od odcinków bocznych. Listki są głęboko wcinane i brzegiem gęsto orzęsione. Przylistki liści łodygowych są całobrzegie
KwiatyPojedyncze na szczycie pędu. Są żółte i mają średnicę do 4 cm. Płatków korony 6-7, wewnątrz liczne pręciki i słupki. Szyjki słupków są nieczłonowane.
OwocOwoc zbiorowy podobny do włochatej kulki, złożony z niełupek. Po przekwitnięciu szyjka słupka wydłuża się tworząc długi i pokryty czerwonymi, piórkowatymi włoskami wyrostek ułatwiający roznoszenie nasion przez wiatr.

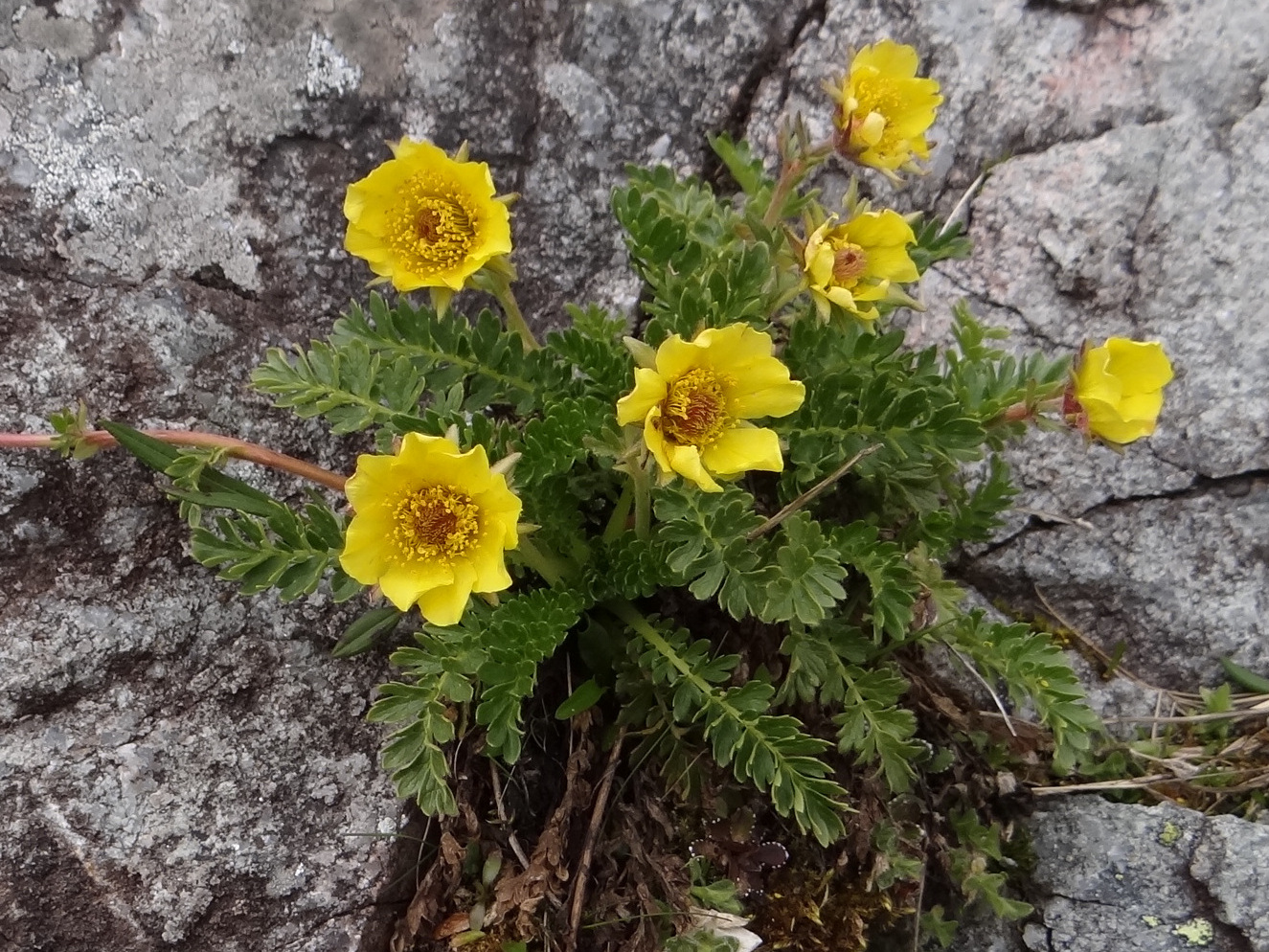
Okaz kwitnący
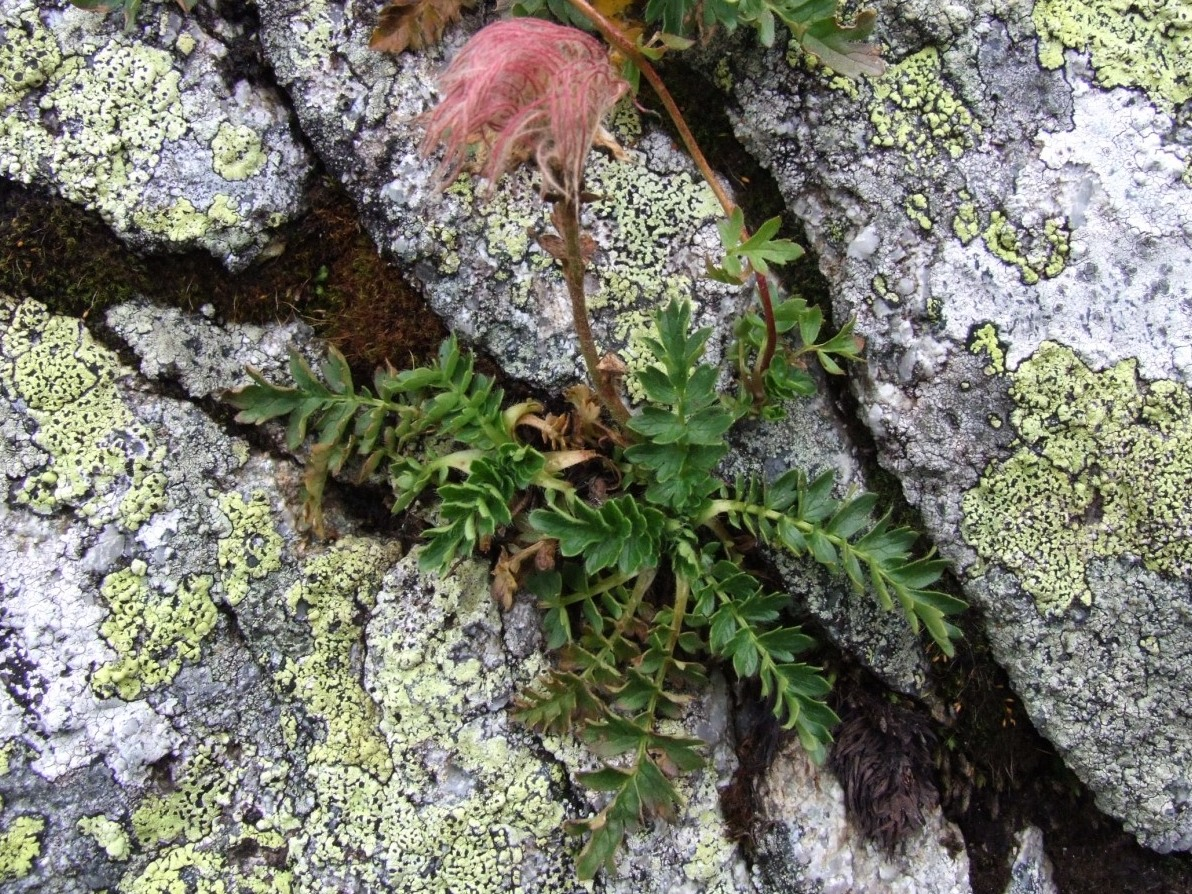
Okaz owocujący
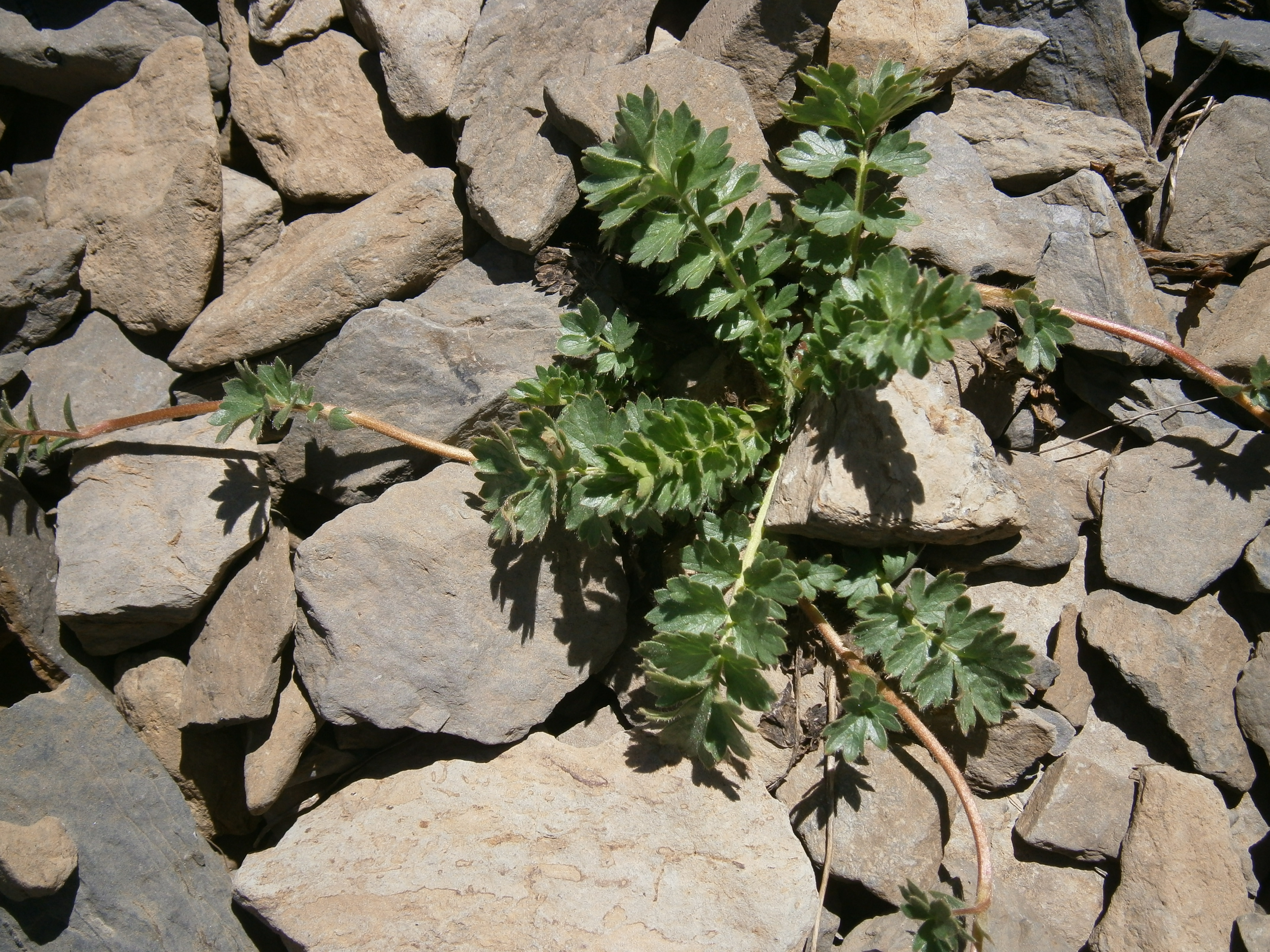
Liście i rozłogi

## Biologia i ekologia
RozwójBylina. Kwitnie od lipca do sierpnia, zapylana jest przez owady. Nasiona rozsiewane są przez wiatr (anemochoria). Rozmnaża się także wegetatywnie przez rozłogi.
SiedliskoOreofit, występuje powyżej górnej granicy lasu, głównie w dwóch najwyższych piętrach – piętrze alpejskim i turniowym. Rośnie głównie na podłożu granitowym, porastając szczeliny skalne i piargi.
FitosocjologiaW klasyfikacji zbiorowisk roślinnych gatunek charakterystyczny dla rzędu (O.) Androsacetalia alpinae i gatunek wyróżniający dla Ass. Oxyrio-Saxifragetum.